# Xã Hanover, Quận Jackson, Michigan
Xã Hanover (tiếng Anh: Hanover Township) là một xã thuộc quận Jackson, tiểu bang Michigan, Hoa Kỳ. Năm 2010, dân số của xã này là 3.695 người.